# Natação nos Jogos Pan-Americanos de 2015 - Revezamento 4x100 m livre feminino
As competições do revezamento 4x100 metros livre feminino da natação nos Jogos Pan-Americanos de 2015 foram realizadas em 14 de julho no Centro Aquático CIBC Pan e Parapan-Americano, em Toronto.

## Calendário
Horário local (UTC-4).
| Data        | Horário | Fase          |
| ----------- | ------- | ------------- |
| 14 de julho | 11:02   | Eliminatórias |
| 14 de julho | 20:22   | Final         |

## Medalhistas
|  | CAN Canadá                                                                                                 |  | USA Estados Unidos                                                                     |  | BRA Brasil                                                                                         |
|  | Sandrine Mainville Michele Williams Katerine Savard Chantal van Landeghem Alyson Ackman Dominique Bouchard |  | Allison Schmitt Amanda Weir Madison Kennedy Natalie Coughlin Katie Meili Kelsi Worrell |  | Larissa Oliveira Graciele Herrmann Etiene Medeiros Daynara de Paula Daiane Oliveira Manuella Lyrio |

## Recordes
Antes desta competição, os recordes mundiais e pan-americanos da prova eram os seguintes:
| Tipo                             | Atleta         | Tempo   | Local       | Data                  |
| -------------------------------- | -------------- | ------- | ----------- | --------------------- |
|                                  | Estados Unidos | 3m30s98 | Glasgow     | 24 de julho de 2014   |
| Recorde dos Jogos Pan-Americanos | Estados Unidos | 3m40s66 | Guadalajara | 15 de outubro de 2011 |

## Resultados

### Eliminatórias
A eliminatória foi realizada em 14 de julho. 
| Pos. | Bateria | Raia | Nadador | Nacionalidade      | Tempo   | Nota |
| ---- | ------- | ---- | --- | ------------------ | ------- | ---- |
| 1    | 1       | 4    | Katie Meili (55.51) Allison Schmitt (53.82) Madison Kennedy (53.92) Kelsi Worrell (54.03)                    | USA Estados Unidos | 3:37.28 | Q,   |
| 2    | 1       | 5    | Sandrine Mainville (54.89) Alyson Ackman (55.68) Katerine Savard (55.40) Dominique Bouchard (56.86)          | CAN Canadá         | 3:42.83 | Q    |
| 3    | 1       | 3    | Daiane Oliveira (56.93) Manuella Lyrio (56.95) Etiene Medeiros (56.17) Daynara de Paula (56.68)              | BRA Brasil         | 3:46.73 | Q    |
| 4    | 1       | 7    | Carolina Colorado (57.39) Maria Álvarez (57.48) Jessica Camposano (58.21) Isabella Arcila (56.53)            | COL Colômbia       | 3:49.61 | Q    |
| 5    | 1       | 6    | Jeserik Pinto (57.23) Andrea Garrido (58.35) Mercedes Toledo (57.64) Yennifer Marquez (56.67)                | VEN Venezuela      | 3:49.89 | Q    |
| 6    | 1       | 2    | Natalia Jaspeado (58.79) Moniika Gonzalez-Hermosillo (57.35) Natasha Gvakharia (57.47) Maria Hichaud (58.00) | MEX México         | 3:51.61 | Q    |
| 7    | 1       | 8    | Kaori Miyahara (59.63) Andrea Cedrón (58.34) Jessica Cattaneo (58.30) MacKenna deBever (58.17)               | PER Peru           | 3:54.44 | Q,   |
| 8    | 1       | 1    | Breanna Roman (57.98) Alia Atkinson (57.09) Trudian Patrick (1:03.56) Danielle Boothe (1:00.46)              | JAM Jamaica        | 3:59.09 | Q    |

### Final
A final A foi realizada em 14 de julho. 
| Pos.              | Raia | Nadador | Nacionalidade      | Tempo   | Notas                 |
| ----------------- | ---- | --- | ------------------ | ------- | --------------------- |
| Medalha de ouro   | 5    | Sandrine Mainville (54.43) Michelle Williams (54.42) Katerine Savard (54.53) Chantal van Landeghem (53.42) | CAN Canadá         | 3:36.80 | ,                     |
| Medalha de prata  | 4    | Allison Schmitt (54.46) Amanda Weir (54.79) Madison Kennedy (53.89) Natalie Coughlin (53.87)               | USA Estados Unidos | 3:37.01 |                       |
| Medalha de bronze | 3    | Larissa Oliveira (54.67) Graciele Herrmann (54.72) Etiene Medeiros (53.99) Daynara de Paula (54.01)        | BRA Brasil         | 3:37.39 | Recorde sul-americano |
| 4                 | 2    | Yennifer Marquez (56.60) Andreina Pinto (56.27) Jeserik Pinto (56.77) Arlene Semeco (56.60)                | VEN Venezuela      | 3:46.24 | Recorde nacional      |
| 5                 | 6    | Carolina Colorado (57.28) Maria Álvarez (57.26) Jessica Camposano (57.13) Isabella Arcila (55.63)          | COL Colômbia       | 3:47.30 | Recorde nacional      |
| 6                 | 7    | Maria Hichaud (57.48) Natasha Gvakharia (57.40) Esther González (56.83) Liliana Ibáñez (55.94)             | MEX México         | 3:47.65 | Recorde nacional      |
| 7                 | 1    | Kaori Miyahara (59.28) Andrea Cedrón (58.11) Jessica Cattaneo (57.74) MacKenna deBever (57.30)             | PER Peru           | 3:52.43 | Recorde nacional      |
| 8                 | 8    | Breanna Roman (58.03) Alia Atkinson (55.77) Danielle Boothe (1:00.22) Trudian Patrick (1:01.99)            | JAM Jamaica        | 3:56.01 |                       |

Legenda
| Recorde mundial                  | Recorde mundial (World record)               |                       | Recorde africano                      | Recorde africano (African) |                                           | Q | Classificado por posição (Qualified) |
| Recorde dos Jogos Pan-Americanos | Recorde pan-americano (Pan-American record)  | Recorde da América    | Recorde da América (Americas)         | q                          | Classificado por melhor tempo (Qualified) |   |                                      |
| Melhor marca do ano              | Melhor marca do ano (World leading)          | Recorde asiático      | Recorde asiático (Asian)              | DNS                        | Não largou (Did not start)                |   |                                      |
| Recorde nacional                 | Recorde nacional (National record)           | Recorde europeu       | Recorde europeu (European)            | DNF                        | Não terminou (Did not finish)             |   |                                      |
| Recorde pessoal                  | Recorde pessoal do atleta (Personal best)    | Recorde da Oceania    | Recorde da Oceania (Oceania)          | DSQ / DQ                   | Desclassificado (Disqualified)            |   |                                      |
| Recorde da temporada             | Recorde da temporada do atleta (Season best) | Recorde sul-americano | Recorde sul-americano (South America) | NM                         | Sem marca (No mark)                       |   |                                      |